# Ives
Ives Antero De Souza (n. 11 iunie 1985, Rio de Janeiro, Brazilia) este un fotbalist brazilian care evoluează în prezent la América FC. De-a lungul carierei a mai evoluat la Vasco da Gama, Clube Náutico Capibaribe, Paraná Clube dar și la Progresul București.